# Прем'єр-міністр Папуа Нової Гвінеї
Прем'єр-міністр держави Папуа Нова Гвінея має найбільшу повноту виконавчої влади в країні. Він обирається у парламенті і затверджується генерал-губернатором Папуа Нової Гвінеї, який представляє монарха Великої Британії.

## Список прем'єр-міністрів Папуа Нової Гвінеї
- 1972—1975 — Майкл Сомаре

За часів незалежності·
- 16 вересня 1975 — 11 березня 1980 — Майкл Сомаре
- 11 березня 1980 — 2 серпня 1982 — Джуліус Чан
- 2 серпня 1982 — 21 листопада 1985 — Майкл Сомаре (2-й раз)
- 21 листопада 1985 — 4 липня 1988 — Паяс Вінгті
- 4 липня 1988 — 17 липня 1992 — Раббі Немаліу
- 17 липня 1992 — 30 серпня 1994 — Паяс Вінгті (2-й раз)
- 1 вересня 1994 — 27 березня 1997 — Джуліус Чан (2-й раз)
- 27 березня — 2 червня 1997 — Джон Гіхено
- 2 червня — 22 липня 1997 — Джуліус Чан (3-й раз)
- 22 липня 1997 — 14 липня 1999 — Білл Скейт
- 14 липня 1999 — 5 серпня 2002 — Мекере Мораута
- 5 серпня 2002 — 2 серпня 2011 — Майкл Сомаре (3-й раз)
- 13 грудня 2010 — 17 січня 2011 — Сем Абал (в. о.)
- 17 січня — 4 квітня 2011 — Майкл Сомаре (4-й раз)
- 4 квітня — 2 серпня 2011 — Сем Абал — (в. о., 2-й раз)
- 2 серпня 2011 — 29 травня 2019 — Пітер О'Ніл
- З 29 травня 2019 — Джеймс Марапе